# SM U 20 (Németország)
Az SM U 20 a Német Császári Haditengerészet egyik tengeralattjárója volt az első világháború idején, mely az Lusitania brit óceánjáró 1915. május 7-ikei elsüllyesztése révén vált ismertté.
A tengeralattjáró a háború során 28 bevetést teljesített, ezek során 37 kereskedelmi hajót süllyesztett el összesen mintegy 145 000 BRT hajótérrel, további kettőt megrongált. A sikereit mind Walther Schwieger parancsnoksága alatt érte el. Négy alkalommal követelt halálos áldozatokat a tevékenysége, összesen 1258 fő veszítette eközben életét, túlnyomó többségük (1198 fő) a Lusitania elsüllyesztésekor veszett oda. Az utolsó bevetéséről 1916 novemberében hazatérőben a dán partoknál nagy ködben zátonyra futott, és miután nem tudták kiszabadítani, a hajó orrát a legénysége felrobbantotta. A maradványait 1925-ben a dán hatóságok eltávolították a partról, a tornya, a periszkópja és a lövege a thyborøni Sea War Museum Jutlandban van kiállítva.

## Építése és technikai adatai
A tengeralattjárót kettős héjazattal megépített, nyílttengeri bevetésekre szánt egységnek szánták a hivatali tervek alapján. A megépítésére 1910. november 25-én adták le a rendelést, 1911. október 20-án fektették le a gerincét. és 1912. október 10-én bocsátották vízre. 1913. augusztus 5-én Otto Dröscher fregatthadnagy parancsnoksága alatt állították szolgálatba.
A tengeralattjáró hosszúsága 64,15 m, szélessége 6,1 m, merülése 3,58 m, vízkiszorítása vízfelszínen 650 t, víz alatt 837 t volt. Fedélzeten 31 fő teljesített szolgálatot, köztük 4 tiszt. A felszínen való haladáshoz a MAN által gyártott két hathengeres négyütemű dízelmotorral rendelkezett, melyek együttesen 1700 le (1250 kW) leadására voltak képesek. Ez volt a Császári Haditengerészet egyik első olyan tengeralattjárója, mely már nem petróleummal, hanem dízelolajjal üzemelt. Víz alatt két, az AEG által gyártott elektromotorral tudott haladni, ezek összesen 1200 lóerősek (883 kW) voltak. A felszínen maximálisan 15,4 csomós, víz alatt 9,5 csomós sebességet tudott elérni. A felszínen 8 csomós sebességet tartva 9700 tengeri mérföld (17 965 km) volt a hatótávolsága, víz alatt 5 csomóval pedig maximum 80 tengeri mérföld (150 km). A legnagyobb merülési mélysége 50 m volt. Az orrában és tatjában 2-2 torpedóvető cső volt beépítve, amikhez 6 torpedóval rendelkezett. Eredetileg egy 8,8 cm űrméretű löveggel rendelkezett, amihez 1916-ban kapott még egyet.

## Bevetései
Az U 20 az első világháborúban 28 bevetést hajtott végre, melyek során 36 hajót süllyesztett el összesen 144 300 BRT hajótérrel. Egyes források szerint ennél több, 37 hajót süllyesztett el 145 830 BRT hajótérrel, továbbá megrongált két hajót (együtt 2643 BRT).

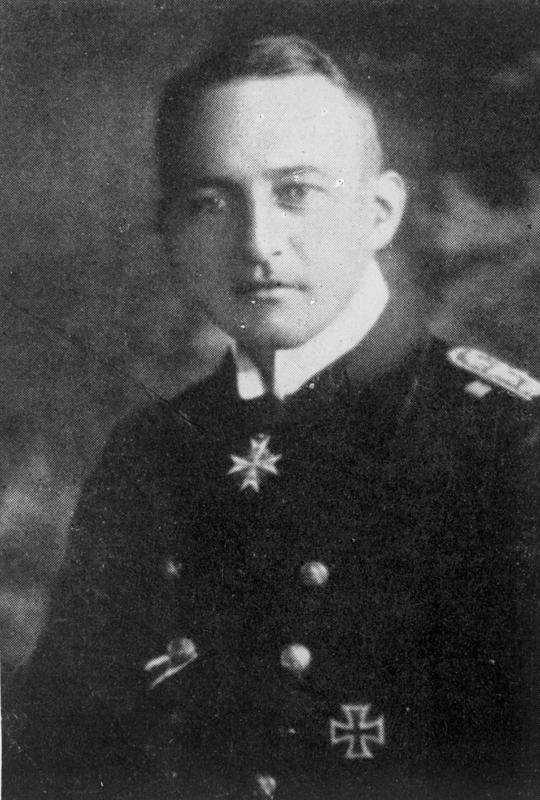
Walther Schwieger sorhajóhadnagy

A háború első hónapjaiban Dröscher sorhajóhadnagy vezetése alatt nyolc bevetést teljesített, mielőtt Walther Schwieger 1914. december 16-án átvette a parancsnokságát. 1915. április 30-án futott ki a 15. bevetésére Emdenből. A tengeralattjárók parancsnoka (Führer der Unterseeboote) által még április 25-én kiadott parancsa így szólt:
„Nagy brit csapatszállítmányok felbukkanása várható, Liverpoolból, a Bristoli-csatornáról, Dartmouthból kiindulva. Ezek támadására az U 20 és az U 27 amilyen gyorsan csak lehet útnak lesznek indítva. A bevetési területüket Skócia megkerülésével a leggyorsabb útvonalon érjék el, és tartsanak ki ameddig a készleteik csak engedik. A tengeralattjáróknak a következő célpontokat kell megtámadniuk: csapatszállítókat, kereskedelmi hajókat, hadihajókat.”
1915. május 5-én érte el az U 20 Írország déli partjait. A következő két nap során elsüllyesztette itt a Earl of Lathom vitorlást (132 BRT) és két teherhajót, a Candidate-et (5858 BRT) és a Centuriont (5945 BRT). Május 7-én reggel Schwieger sorhajóhadnagy a sűrű köd miatt úgy döntött, hogy hazafelé veszi az útját. Délelőtt 11:00 (KEI) körül a köd feloszlott, az U 20-at pedig egy járőrhajó lemerülésre kényszerítette. Ezt követően a Juno cirkáló haladt át felette és haladt tovább Queenstown irányába. Schwieger 13:45-kor jött fel ismét a felszínre.

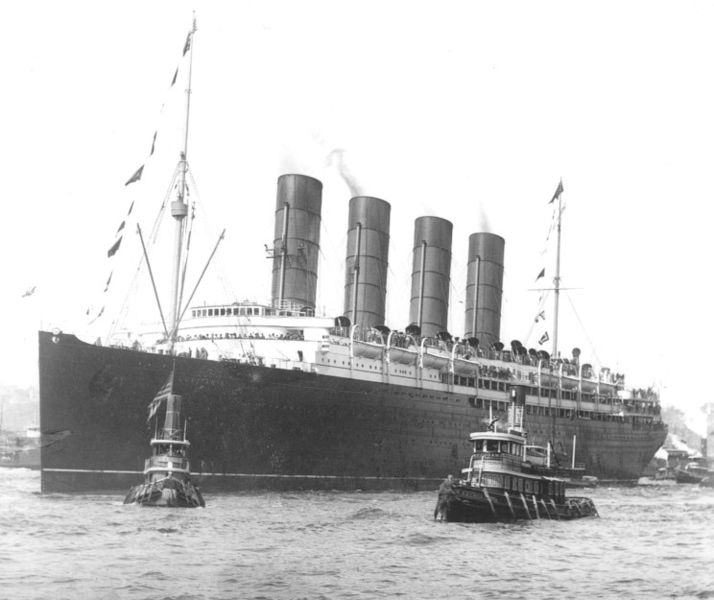
A Lusitania 1907-ben

14:20-kor észleltek egy négykéményes, kétárbócos hajót a távolban, amit hamarosan egy nagy, a Galley Head hegyfok felé tartó utasszállítóként azonosítottak. 14:35-kor a gőzhajó – ami a Lusitania volt – jobbra kanyarodott, a Queenstown felé vezető irányra állva. 15:10-kor az U 20 mintegy 700 méteres távolságból kilőtt rá egy torpedót, ami a hajó jobb oldalát érte a hídja alatt. Rögtön ezt követően egy második robbanás is bekövetkezett a hajón, majd ezután 18 perc alatt a Lusitania teljesen elsüllyedt 20 mérföldre az Old Head of Kinsale hegyoromtól. A tragédiának 1198 halálos áldozata volt, köztük 128 amerikai állampolgár. A németek az azonosságát csak a süllyedése közben állapították meg a névtáblája alapján.
A britek azzal vádolták a tengeralattjáró parancsnokát, hogy a Lusitania elsüllyesztésével megsértette a nemzetközi jogot, mivel nem csak egy védtelen utasszállítót támadott meg, hanem a már süllyedő hajóra kilőtt egy második torpedót is. Schwieger elmondása szerint csak egy torpedót lőtt ki. A második robbanás oka vitatott, különböző feltételezések szerint, lőszer, szén- vagy alumíniumpor okozhatta. Az óceánjárón nem volt felvonva lobogó, és jelentős mennyiségű lőszert szállított.
Ezt megelőzően a washingtoni német nagykövetség újsághirdetésekben hívta fel külön a figyelmet a transzatlanti utazás veszélyeire, mivel a német hatóságok által februárban kijelölt háborús övezet a Brit-szigetek körüli vizekre is kiterjedt. A Lusitania elsüllyesztése nagy hatással volt a háborúról az Egyesült Államokban kialakult képről, és – legalábbis a háborús propaganda szerint – hozzájárult az országnak az antant oldalán való hadba lépéséhez két és fél évvel az esemény után. A bevetésről az U 20 1915. május 13-án tért vissza.

## Elvesztése

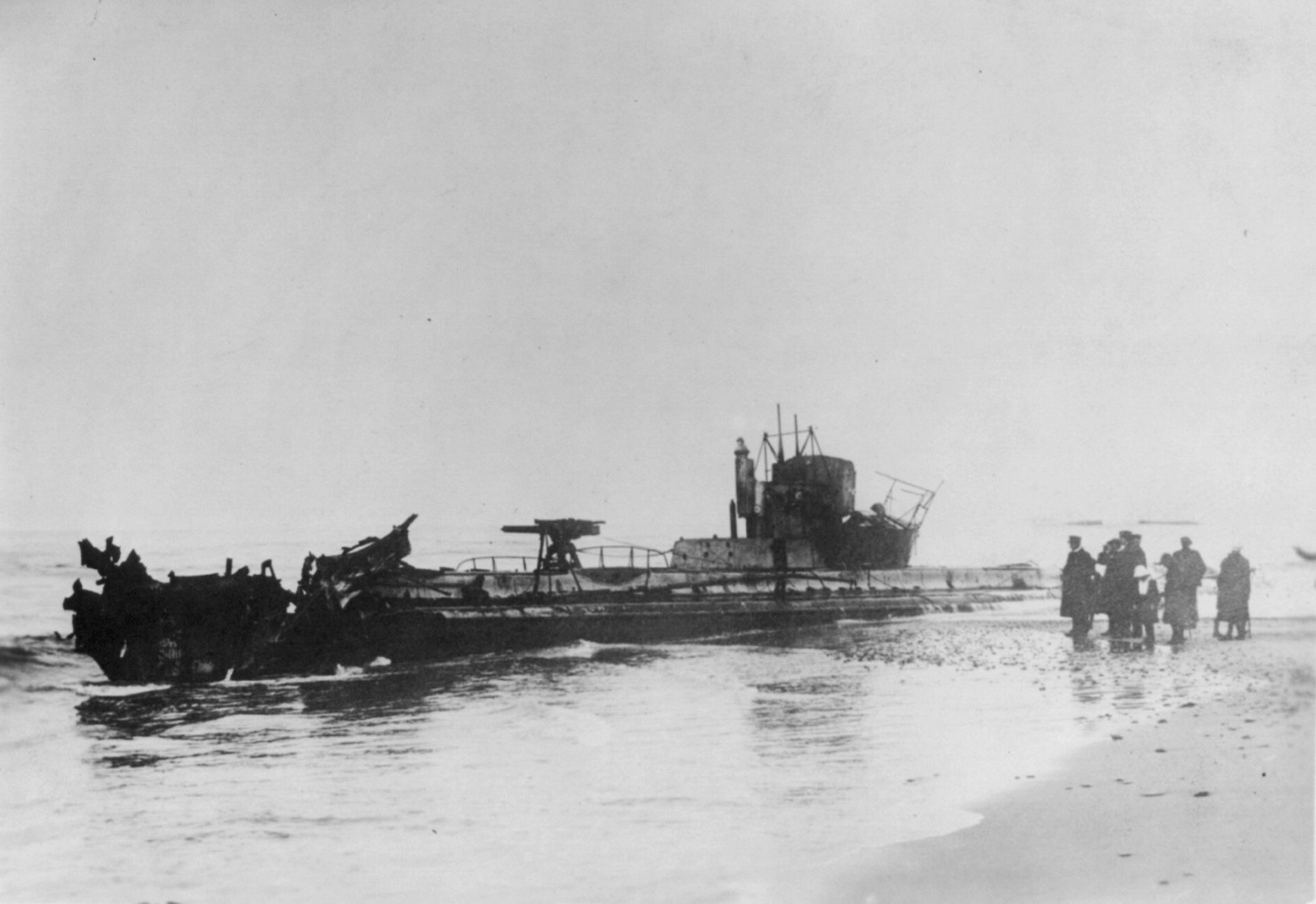
Az U 20 felrobbantott roncsa a dán partoknál

1915. november 3-án az U 20 hazatérőben volt a Brit-szigetektől nyugatra teljesített 28. bevetéséről, mikor a norvég partoknál az U 30 segélykérését vételezte, mely egységnek mind a két dízelmotorja üzemképtelenné vált. Schwieger sorhajóhadnagy a bajba jutott társa segítségére sietett, és a két tengeralattjáró együtt haladt Lindesnesig, majd onnan 22:00-kor a dán partokon lévő bovbjergi világítótorony felé vették az irányt. Itt felszíni hajóknak kellett volna fogadniuk őket, és az U 30-at elvontatniuk az út hátralévő részén. A helyzetmeghatározásukat folyamatosan összehasonlították, és rendre ugyanazokat az adatokat kapták, amik alapján másnap 22:00-ra érnének 15 tengeri mérföldes távolságra Bovbjerghez. November 4-én 19:00 körül sűrű köd képződött, és 20:20-kor mindkét tengeralattjáró zátonyra futott. Mint kiderült, öt kilométerre voltak északra Bovbjergtől, és az áramlatok miatt jóval keletebbre voltak, mint azt számították. Az U 30 két óra múlva, miután 30 tonnányi tehertől megszabadult, le tudott szabadulni a zátonyról. Az U 20-at azonban az erős délnyugati hullámverés feltolta a homokpadra, és az egész éjszakai megerőltető próbálkozások ellenére sem tudták onnan kiszabadítani.
A zátonyra futott tengeralattjáróktól 22:00 után érkezett a segélykérés a flottaparancsnoksághoz. A flottaparancsnok, Reinhard Scheer tengernagy úgy vélte, hogy még az éjjel le kell vontatni a tengeralattjárót a homokpadról, mivel a dánok pirkadatkor biztosan észre fogják venni, és internálni fogják. Scheer a 4. romboló-félflottillát azonnal előre küldte, és mivel korábban már Bovbjerg közelében többször is észleltek járőröző brit cirkálókat és rombolókat, a Moltke csatacirkálót és a III. csatahajóraj két csatahajóját is a mentőegység biztosítására küldte. A rombolók 07:20-kor érkeztek a helyszínre, és három alkalommal próbálták levontatni a tengeralattjárót a homokpadról, de a vontatókötelek, sőt még a horgonyláncok is elszakadtak, Miután a 11:00 órakor beálló dagály idején sem sikerült megmozdítani, felhagytak a további próbálkozásokkal, és felrobbantották a tengeralattjárót (annak orrát), a rombolók az U 20 legénységével pedig visszaindultak.
A Moltke és a III. csathajóraj közben a helyszínre ért, és amíg a mentési munkálatok zajlottak, addig a közelben cirkálva biztosították a helyszínt. 13:05-kor a csatahajóraj épp egy fordulót hajtottak végre, mikor előbb a Großer Kurfürst, majd röviddel rá a Kronprinz csatahajót egy-egy torpedótalálat érte. A torpedókat a J1 jelzésű brit tengeralattjáró lőtte ki rájuk. A Großer Kurfürstnek a kormányművét érte találat, és a bal oldali kormánylapátja mozgásképtelenné vált. A Kronprinzet a hajóhíd alatt érte a találat, de a torpedó nem okozott benne jelentősebb károkat. A Großer Kurfürst a találat okozta sérülés miatt előbb kivált az alakzatból, de később 19 csomóval tudta követni a többieket, míg a Kronprinz az alakzatban maradt és tartotta annak 17 csomós sebességét.
A császár kifogásolta, hogy ilyen nagy értékű felszíni hajókat vetettek be egyetlen tengeralattjáró megmentése érdekében. Scheer tengernagy azonban védelmébe vette a mentőakciót azzal az érveléssel, hogy amennyiben a rombolókra egy erősebb brit járőr talál rá, akkor sokkal nagyobb veszteségek érhették volna őket, így viszont a két csatahajó, habár a javításuk miatt hetekre kiestek a szolgálatból, bizonyították a torpedókkal szembeni ellenállóképességüket és megvédték a legénységüket. Kiemelte azt is, hogy a tengeralattjárók voltak képesek egyedül jelentős kárt okozni az ellenséges hajóforgalomban, és amennyiben a britek találtak volna rá mindössze 120 mérföldre a német partoktól és semmisítették volna meg, az rossz hatással lehetett volna a haditengerészet moráljára. Ráadásul az további propagandasikert jelentett volna a britek számára, ha kiderül, hogy a Lusitania elsüllyesztőjét sikerült megsemmisíteniük. Scheer kilátásba helyezte, hogy a jövőben előforduló hasonló esetek során ismét hasonlóan járna el, amit végül a császár jóvá hagyott.

## Későbbi sorsa

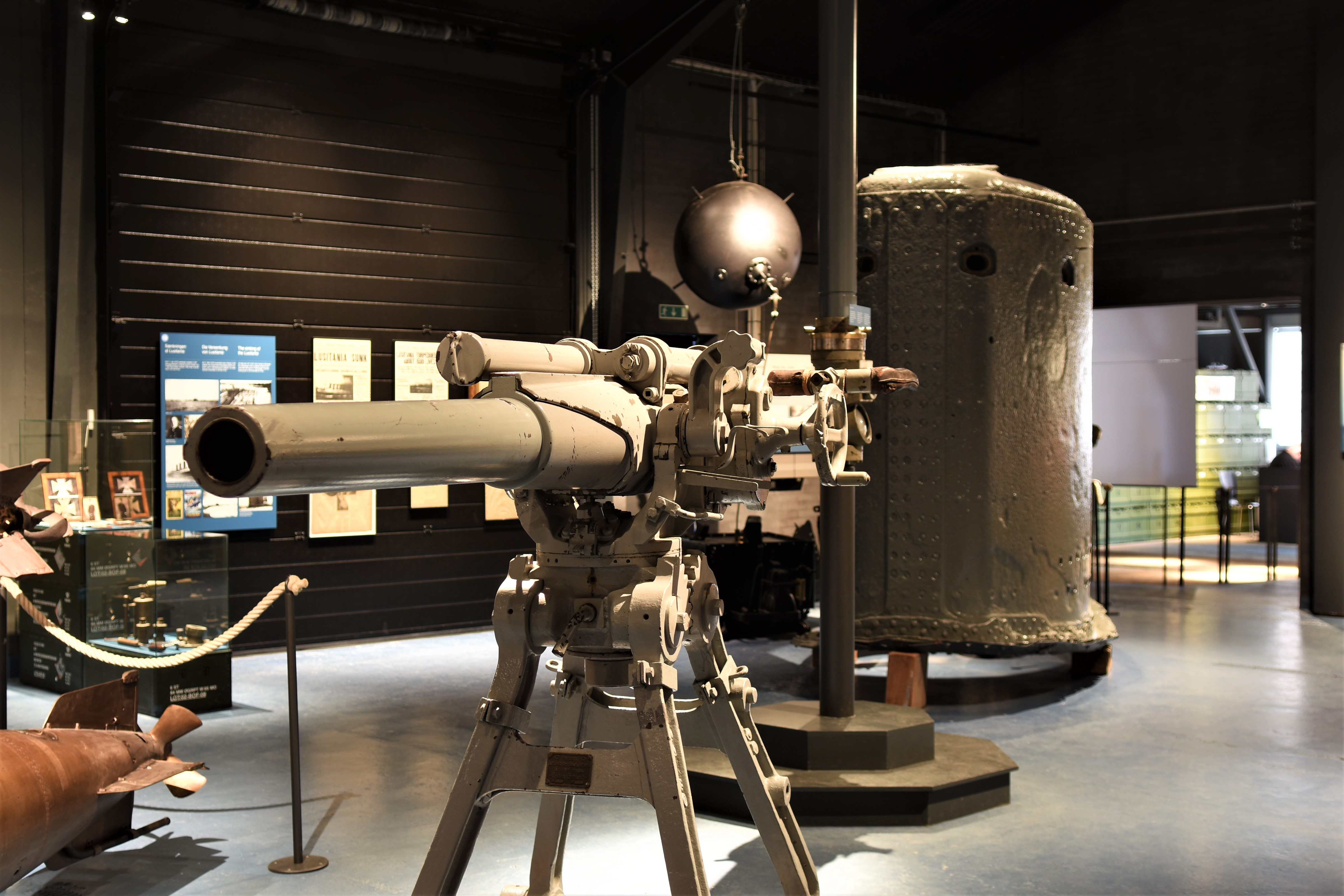
Az U 20 kiállított tornya és egyik lövege

A hajóroncs 1925-ig a parton maradt, mikor a dán kormányzat felrobbantotta. A fedélzeti ágyúját a dán haditengerészet eltávolította, és használhatatlanná tette a fontosabb részeinek megrongálásával. Az ágyút a Koppenhágához tartozó Holmen haditengerészeti raktárban tárolták közel 80 évig. A parancsnoki tornyát is leszerelték, és a thorsmindei Strandingsmuseum St. George bejáratánál állították ki, onnan később a 2015-ben alapított, Thyborønban lévő Sea War Museum Jutland kiállítási tárgyai közé került át a periszkóppal és a löveggel együtt.
A Clive Cussler regényíró által alapított NUMA (National Underwater and Marine Agency) 1984-ben azt állította, hogy meg tudta határozni az U 20 roncsainak helyét (ahol partra futott és felrobbantották), ami 370 méterre volt akkor a parttól.

## Elsüllyesztett, illetve megrongált hajók
| Dátum                | Hajónév           | Nemzetiség | Hajótér (BRT) / Vízkiszorítás (t) | Sorsa         | Halottak száma |
| -------------------- | ----------------- | ---------- | --------------------------------- | ------------- | -------------- |
| 1915. január 30.     | Ikaria            |            | 4335 BRT                          | elsüllyesztve |                |
| 1915. január 30.     | Oriole            |            | 1489 BRT                          | elsüllyesztve |                |
| 1915. január 30.     | Tokomaru          |            | 6084 BRT                          | elsüllyesztve |                |
| 1915. március 7.     | Bengrove          |            | 3840 BRT                          | elsüllyesztve |                |
| 1915. március 9.     | Princess Victoria |            | 1108 BRT                          | elsüllyesztve |                |
| 1915. március 11.    | Florazan          |            | 4658 BRT                          | elsüllyesztve |                |
| 1915. május 5.       | Earl of Lathom    |            | 132 BRT                           | elsüllyesztve |                |
| 1915. május 6.       | Candidate         |            | 5858 BRT                          | elsüllyesztve |                |
| 1915. május 6.       | Centurion         |            | 5495 BRT                          | elsüllyesztve |                |
| 1915. május 7.       | Lusitania         |            | 30 396 BRT                        | elsüllyesztve | 1198           |
| 1915. július 4.      | Anglo-Californian |            | 7333 BRT                          | megrongálva   | 21             |
| 1915. július 8.      | Marion Lightbody  |            | 2176 BRT                          | elsüllyesztve |                |
| 1915. július 9.      | Ellesmere         |            | 1170 BRT                          | elsüllyesztve |                |
| 1915. július 9.      | Leo               |            | 2224 BRT                          | elsüllyesztve |                |
| 1915. július 9.      | Meadowfield       |            | 2750 BRT                          | elsüllyesztve |                |
| 1915. július 13.     | Lennok            |            | 1142 BRT                          | elsüllyesztve |                |
| 1915. szeptember 2.  | Roumanie          |            | 2599 BRT                          | elsüllyesztve |                |
| 1915. szeptember 3.  | Frode             |            | 1875 BRT                          | elsüllyesztve |                |
| 1915. szeptember 4.  | Hesperian         |            | 10 920 BRT                        | elsüllyesztve | 32             |
| 1915. szeptember 5.  | Dictator          |            | 4116 BRT                          | elsüllyesztve |                |
| 1915. szeptember 5.  | Douro             |            | 1604 BRT                          | elsüllyesztve |                |
| 1915. szeptember 5.  | Rhea              |            | 1145 BRT                          | elsüllyesztve |                |
| 1915. szeptember 6.  | Guatemala         |            | 5913 BRT                          | elsüllyesztve |                |
| 1915. szeptember 7.  | Bordeaux          |            | 4604 BRT                          | elsüllyesztve |                |
| 1915. szeptember 7.  | Caroni            |            | 2652 BRT                          | elsüllyesztve |                |
| 1915. szeptember 8.  | Mora              |            | 3047 BRT                          | elsüllyesztve |                |
| 1916. március 30.    | Bakio             |            | 1906 BRT                          | elsüllyesztve |                |
| 1916. május 1.       | Bernadette        |            | 486 BRT                           | elsüllyesztve |                |
| 1916. május 2.       | Ruabon            |            | 2004 BRT                          | elsüllyesztve |                |
| 1916. május 3.       | Marie Molinos     |            | 1946 BRT                          | elsüllyesztve |                |
| 1916. május 6.       | Galgate           |            | 2356 BRT                          | elsüllyesztve |                |
| 1916. május 8.       | Cymric            |            | 13 370 BRT                        | elsüllyesztve | 5              |
| 1916. augusztus 1.   | Aaro              |            | 2603 BRT                          | elsüllyesztve |                |
| 1916. szeptember 26. | Thelma            |            | 1002 BRT                          | elsüllyesztve |                |
| 1916. október 18.    | Ethel Duncan      |            | 2510 BRT                          | elsüllyesztve |                |
| 1916. október 23.    | Arromanches       |            | 1640 BRT                          | elsüllyesztve |                |
| 1916. október 23.    | Chieri            |            | 4400 BRT                          | elsüllyesztve |                |
| 1916. október 23.    | Felix Louis       |            | 275 BRT                           | elsüllyesztve |                |
| 1916. október 26.    | Fabian            |            | 2246 BRT                          | megrongálva   |                |

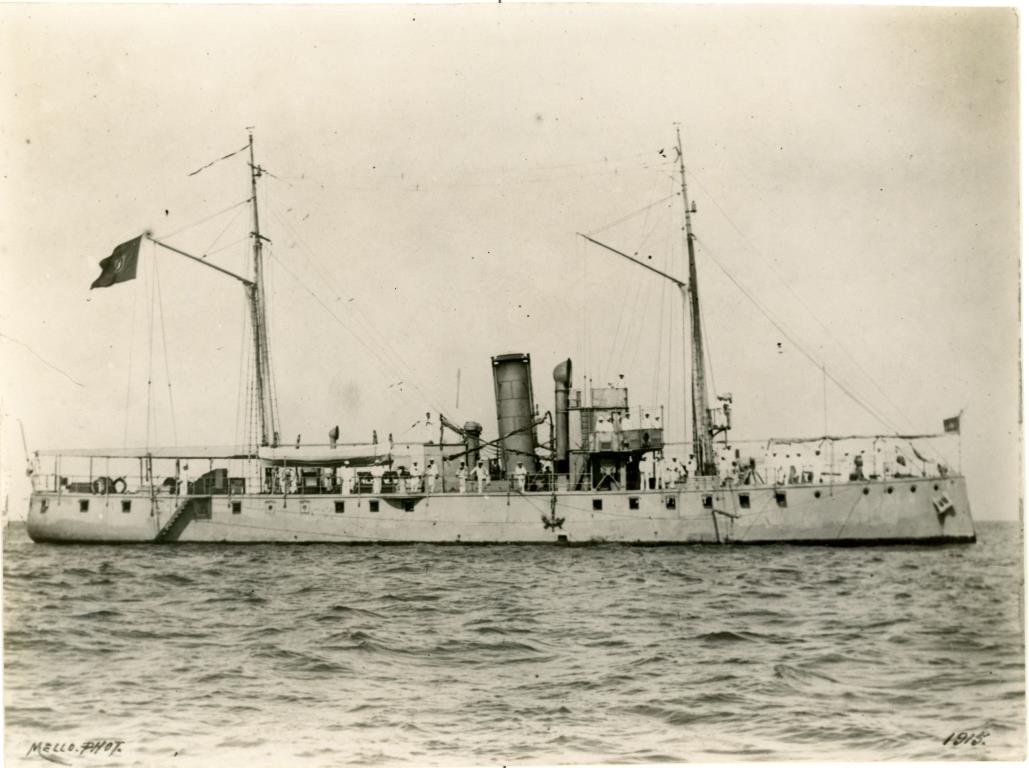
Az Ibo portugál ágyúnaszád

Egyes helyeken szerepel még portugál Ibo ágyúnaszád megrongálása is 1916. augusztus 29-én. Ez a hadihajó Lisszabonból tartott Madeirára, mikor a Tajo torkolata előtt a Schwieger kilőtt rá egy torpedót, de az épp az orra előtt haladt el. Az ágyúnaszád ezt követően cikkcakkban kezdett haladni és a 47 mm-es lövegeivel nyitott tüzet a támadó vélt pozíciója irányába, majd sértetlenül folytatta az útját.

## Parancsnokai[3]
| Név               | Rendfokozat    | -tól               | -ig                |
| ----------------- | -------------- | ------------------ | ------------------ |
| Otto Dröscher     | fregatthadnagy | 1913. augusztus 5. | 1914. december 15. |
| Walther Schwieger | sorhajóhadnagy | 1914. december 16. | 1916. november 4.  |

## Forrás
- Herzog, Bodo. Ritter der Tiefe, graue Wölfe. Die erfolgreichsten U-Bootkommandanten der Welt. 2. erweiterte, ergänzte und berichtigte Auflage. Wels: Verlag Welsermühl (1976). ISBN 3-85339-136-2
- Scheer, Reinhard. Deutschlands Hochseeflotte im Weltkrieg. Berlin: August Scherl (1920)

## Fordítás
- Ez a szócikk részben vagy egészben  az   U 20 (U-Boot, 1913) című német Wikipédia-szócikk ezen változatának fordításán alapul.  Az eredeti cikk szerkesztőit annak laptörténete sorolja fel. Ez a jelzés csupán a megfogalmazás eredetét és a szerzői jogokat jelzi, nem szolgál a cikkben szereplő információk forrásmegjelöléseként.
- Ez a szócikk részben vagy egészben  a   SM U-20 (Germany) című angol Wikipédia-szócikk ezen változatának fordításán alapul.  Az eredeti cikk szerkesztőit annak laptörténete sorolja fel. Ez a jelzés csupán a megfogalmazás eredetét és a szerzői jogokat jelzi, nem szolgál a cikkben szereplő információk forrásmegjelöléseként.

## Linkek
- Jens Peter Østergaard: Ubåde og slagskibe ved Vestkysten november 1916. (Hozzáférés: 2025. március 18.)